# 巴拉赫塔區
55°23′00″N 91°37′50″E / 55.38333°N 91.63056°E
巴拉赫塔區（俄语：Балахтинский район）是俄羅斯的一個區，位於該國中部，由克拉斯諾亞爾斯克邊疆區負責管轄，始建於1924年4月4日，面積10,250平方公里，2010年人口21,000，人口密度每平方公里2.05人。